# 천마산대
천마산대(天馬山隊)는 한말의 군인으로 이루어진 독립운동 조직이다. 

## 설립
1920년 3월 최시흥(崔時興), 최지풍(崔志豊), 박응백(朴應伯), 최천주(崔天柱), 심용준(沈龍俊), 김세진(金世鎭), 양봉제(梁鳳濟) 등을 중심으로 평안북도 의주에서 조직되었다. 한말의 군인들이 주를 이루었다. 평안북도 의주군 고령삭면에 있는 천마산을 근거지로 삼아 천마산대 또는 천마별영(天摩別營), 철마별영(鐵馬別營), 천마대(天摩隊)라고 불렸다.

## 활동
약 500여 명의 단원의 단원들로 이루어졌으며 1920년대 초에 활발하게 활동하였다. 일제의 경찰과 친일 세력을 암살하고, 독립운동 자금을 모으거나 일제의 시설들에 방화를 하는등의 활동을 하였다. 또한 민국독립단 등 여러 독립단과 연대 하였으며  대한광복군총영과도 연락하여 무기와 지령등을 받았다. 대한통군부가 결성된 이후에는 의용군 제3중대로 편제되었다. 화승총 등의 재래식 무기를 주로 사용하였는데 일제의 장비에 비해 낙후되어서 전투에 어려움을 겪기도 하였다.   

## 같이 보기
- 양세봉
- 참의부
- 대한통의부

1. ↑  “천마대(天摩隊) - 한국민족문화대백과사전”. 2020년 7월 26일에 확인함.